# (6096) 1991 UB2
A (6096) 1991 UB2 a Naprendszer kisbolygóövében található aszteroida. Ueda és Kaneda fedezte fel 1991. október 29-én.